# سور تروندلاگ

موقعیت سور تروندلاگ در نروژ

 (به نروژی: Sør-Trøndelag) یکی از استان‌های نروژ است که در ناحیه تروندلاگ آن واقع شده است و هم‌مرز با استان‌های نورد تروندلاگ، اوپلاند، مور او رومسدال و هدمارک است. در غرب این استان دریای نروژ (اقیانوس اطلس) و در شرق آن سوئد قرار دارد.